# ノストランド・アベニュー駅 (IRTイースタン・パークウェイ線)
ノストランド・アベニュー駅 (Nostrand Avenue) はニューヨーク市地下鉄IRTイースタン・パークウェイ線の駅である。ブルックリン区クラウン・ハイツのイースタン・パークウェイとキングストン・アベニューの交差点に位置し、2系統がラッシュ時混雑方向のみ、3系統が深夜を除く終日、4系統が深夜帯のみ、5系統が朝ラッシュ時に北行のみ停車する。

## 歴史
駅は1920年8月23日のIRTイースタン・パークウェイ線アトランティック・アベニュー-バークレイズ・センター駅 - クラウン・ハイツ-ユーティカ・アベニュー駅間の延伸開業と共に開業した。
1964年から1965年にかけてホーム有効長を1両あたり51フィート（15メートル）のIRT車10両編成に対応するために525フィート（160メートル）に延長した。

## 駅構造
| G  | 地上階                     | 出入口 |
| B1 | 南行急行線                 | → 通過 → |
| B1 | 南行緩行線                 | → 朝ラッシュ時：ニューロッツ・アベニュー駅行き（キングストン・アベニュー駅）→ ニューロッツ・アベニュー駅行き（キングストン・アベニュー駅）→ 深夜帯：ニューロッツ・アベニュー駅行き（キングストン・アベニュー駅）→                                                                           |
| B1 | 単式ホーム、右側ドアが開く | |
| B1 | 改札階                     | 改札、駅員詰所、メトロカード自動券売機 |
| B2 | 北行急行線                 | ← 通過 |
| B2 | 北行緩行線                 | ← 夕ラッシュ時：ウェイクフィールド-241丁目駅行き（フランクリン・アベニュー駅） ← ハーレム-148丁目駅行き（フランクリン・アベニュー駅） ← 深夜帯：ウッドローン駅行き（フランクリン・アベニュー駅） ← 早朝の1列車：イーストチェスター-ダイアー・アベニュー駅行き（フランクリン・アベニュー駅） |
| B2 | 単式ホーム、左側ドアが開く | |

駅は2層からなっており、それぞれの階層南側に単式ホーム1面と緩行線1線、北側に急行線1線を配置した2面4線の地下駅で上層階は南行列車、下層階は北行列車が使用している。
駅の西側、ロジャース・アベニュー付近でIRTノストランド・アベニュー線が合流する。また、ノストランド・アベニュー線北端駅であるプレジデント・ストリート-メドガー・エヴァース・カレッジ駅は当駅から南に2ブロックの位置にある。

### 出入口
ホーム中央部の南行ホーム横に改札口を1か所設けている。改札口には回転式改札機があり、イースタン・パークウェイとノストランド・アベニューの交差点中央西側と同交差点中央東側に階段が1つずつ接続している。